# Teutoburger Deputierten-Convent
Der Teutoburger Deputierten-Convent (TDC) war ein von 1907 bis 1913 bestehender Korporationsverband von farbentragenden, schlagenden Studentenverbindungen an deutschen Handelshochschulen. 

## Geschichte
Der TDC gilt als Nachfolger des Teutoburger Chargierten-Convents (TCC), der von 1897 bis 1907 bestand. Der TCC hatte drei Mitgliedsverbindungen und ging wiederum aus dem 1890 gegründeten Dessauer Abgeordneten-Convent (DAC) hervor.
Der TDC wurde am 19. Mai 1907 gestiftet und tagte jährlich zu Pfingsten in Detmold, der Residenzstadt des Fürstentums Lippe am Teutoburger Wald. Der TDC hatte sechs Mitgliedsverbindungen an folgenden Hochschulen:
- Handelshochschule Leipzig (gegr. 1898): Turnerschaft Markomannia, Akademische Verbindung Cimbria,
- Handelshochschule Berlin (gegr. 1901): Akademische Verbindung Hansea,
- Akademie für Sozial- und Handelswissenschaften Frankfurt am Main (gegr. 1901): Akademische Verbindung Franconia
- Handelshochschule Mannheim (gegr. 1908): Turnerschaft Rheno-Nicaria
- Technische Hochschule München (gegr. 1877): Turnerschaft Sugambria.

Es bestand außerdem ein Verkehrs- und Freundschaftsverhältnis mit vier Studentenverbindungen an der Handelshochschule Köln (gegr. 1901): Akademische Verbindungen Hansea, Ubia, Arminia und Salia.
Nachdem einige Handelshochschulen als eigene Fakultäten an Universitäten weitergeführt worden waren und sich die drei ältesten Verbindungen Cimbria Leipzig, Markomannia Leipzig und Franconia Frankfurt älteren traditionsreichen Verbänden anschließen wollten, verringerte sich die Anzahl der TDC-Verbindungen immer weiter. Daher wurde im Mai 1913 unter dem Vorsitz des Rheno-Nicaren Adolf Seitz die Auflösung des TDC beschlossen.
Als bereits das Satzungswerk eines neuen Verbandes zwischen Kölner, Berliner, Münchner und Mannheimer Korporationen vor dem Abschluss stand, beendete der Ausbruch des Ersten Weltkriegs diese Bemühungen.